# بیل مینارد
بیل مینارد (انگلیسی: Bill Maynard; ۸ اکتبر ۱۹۲۸ – ۳۰ مارس ۲۰۱۸) هنرپیشه اهل انگلستان بود.